# Jari Puikkonen
Jari Markus Puikkonen (Lahti, 25 giugno 1952) è un ex saltatore con gli sci finlandese.

## Biografia
Debuttò in campo internazionale in occasione della tappa del Torneo dei quattro trampolini di Oberstdorf del 30 dicembre 1977 (17°). In Coppa del Mondo esordì il 30 dicembre 1979 a Oberstdorf (85°), ottenne il primo podio il 1º gennaio 1980 a Garmisch-Partenkirchen (2°) e la prima vittoria il 4 gennaio 1981 a Innsbruck.
In carriera prese parte a tre edizioni dei Giochi olimpici invernali, Lake Placid 1980 (16° nel trampolino normale, 3° nel trampolino lungo), Sarajevo 1984 (3° nel trampolino normale, 5° nel trampolino lungo) e Calgary 1988 (7° nel trampolino normale, 11° nel trampolino lungo, 1° nella gara a squadre), a cinque dei Campionati mondiali, vincendo sette medaglie, e a una dei Mondiali di volo, vincendo una medaglia. Partecipò alla gara a squadre sperimentale ai Mondiali di Lahti 1978, nella quale il quartetto finlandese - composto anche da Jouko Törmänen, Pentti Kokkonen e Tapio Räisänen - si classificò secondo.

## Palmarès

### Olimpiadi
- 3 medaglie:
  - 1 oro (gara a squadre a Calgary 1988)
  - 2 bronzi (trampolino lungo[1] a Lake Placid 1980; trampolino normale[1][2] a Sarajevo 1984)

### Mondiali
- 7 medaglie, oltre a quelle conquistate in sede olimpica e valide anche ai fini iridati:
  - 4 ori (gara a squadre a Sarajevo/Rovaniemi/Engelberg 1984; gara a squadre a Seefeld in Tirol 1985; trampolino lungo, gara a squadre a Lahti 1989)
  - 2 argenti (trampolino normale[2] a Oslo 1982; trampolino lungo a Seefeld in Tirol 1985)
  - 1 bronzo (gara a squadre a Oslo 1982)

### Mondiali di volo
- 1 medaglia:
  - 1 oro (individuale a Oberstdorf 1981)

### Coppa del Mondo
- Miglior piazzamento in classifica generale: 5º nel 1981
- 18 podi (tutti individuali), oltre a quelli conquistati in sede olimpica e iridata e validi anche ai fini della Coppa del Mondo:
  - 5 vittorie
  - 10 secondi posti
  - 3 terzi posti

#### Coppa del Mondo - vittorie
| Data           | Località  | Nazione    | Trampolino       |
| -------------- | --------- | ---------- | ---------------- |
| 4 gennaio 1981 | Innsbruck | Austria    | Bergisel K106    |
| 6 marzo 1981   | Lahti     | Finlandia  | Salpausselkä K88 |
| 7 marzo 1981   | Lahti     | Finlandia  | Salpausselkä K88 |
| 21 marzo 1981  | Planica   | Jugoslavia | Srednija K92     |
| 4 gennaio 1986 | Innsbruck | Austria    | Bergisel K109    |

#### Torneo dei quattro trampolini
- 7 podi di tappa[2]:
  - 2 vittorie
  - 3 secondi posti
  - 2 terzi posti

### Campionati finlandesi
- 3 ori[4]